# كلوتيلد كوراو
كلوتيلد كوراو (بالفرنسية: Clotilde Courau)‏ هي ممثلة فرنسية، ولدت في 3 أبريل 1969 في فرنسا. من الجوائز التي نالتها وسام الفنون والآداب الفرنسي وجائزة رومي شنايدر ‏ سنة 2000.

## أعمال

### أفلام
- (2007) الحياة الوردية[9]

## جوائز
- وسام الفنون والآداب الفرنسي
- جائزة رومي شنايدر [الإنجليزية]‏ (2000)

## وصلات خارجية
- كلوتيلد كوراو على موقع IMDb (الإنجليزية)
- كلوتيلد كوراو على موقع ألو سيني (الفرنسية)
- كلوتيلد كوراو على موقع ميوزك برينز (الإنجليزية)
- كلوتيلد كوراو على موقع أول موفي (الإنجليزية)
- كلوتيلد كوراو على موقع قاعدة بيانات الأفلام السويدية (السويدية)
- كلوتيلد كوراو على موقع ديسكوغز (الإنجليزية)
- كلوتيلد كوراو على موقع قاعدة بيانات الفيلم (الإنجليزية)
- كلوتيلد كوراو على موقع كينوبويسك (الروسية)